# Fort Washington (Massachusetts)
 For alternative betydninger, se Fort Washington. (Se også artikler, som begynder med Fort Washington)
Fort Washington, beliggende i Cambridge, Massachusetts, USA, blev opført i 1775 af soldater fra den kontinentale hær under den amerikanske uafhængighedskrig efter ordre fra general George Washington.
Fortet spillede en stor rolle i belejringen af Boston og er det ældste intakte fort fra frihedskrigen.
42°21′23″N 71°06′16″V / 42.3564°N 71.1044°V